# Goeree-Overflakkee

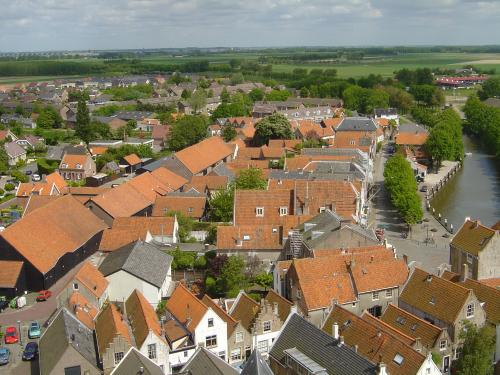
Utsikt över Goedereede.

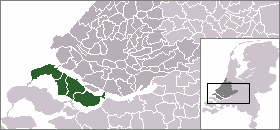
Goeree Overflakkees läge

Goeree-Overflakkee är en kommun i provinsen Zuid-Holland i Nederländerna. Kommunens totala area är 422,34 km² (där 160,34 km² är vatten) och invånarantalet är på 48 788 invånare (2017).